# オカダウミウシ
オカダウミウシ Vayssierea elegans (Baba) はウミウシの1種。ごく小さくて赤い。

## 特徴
身体は単純なナメクジ状で、触角が頭部にある他は、外鰓など表面の突起物はなく、表面は滑らかである。小型種で、体長は3mm程度だが、5mmに達するとも。体色は橙色から赤みを帯びた半透明。体内に大粒で赤みを帯びた卵塊が透けて見えることが多く、他の内臓も透けて見える。触手は表面が滑らかで、先端が淡い色になることがある。

## 分布と生息環境
インド・西太平洋を分布圏とし、日本全域に分布する。ごく浅い海域の転石下などに見られる。

## 生態など
肉食性で、ウズマキゴカイを餌とする。固着性の石灰質の棲管に歯舌で穴を開けて摂食する。
直接発生であり、幼生は親と同じ姿で孵化する。卵塊1つ辺り、卵を10ほどしか含まない。ウミウシ類は一般に小卵多産戦略をとるが、小型の種では大卵少産戦略をとりがちであり、本種はその例である。